# Nicholas Longworth (Politiker)

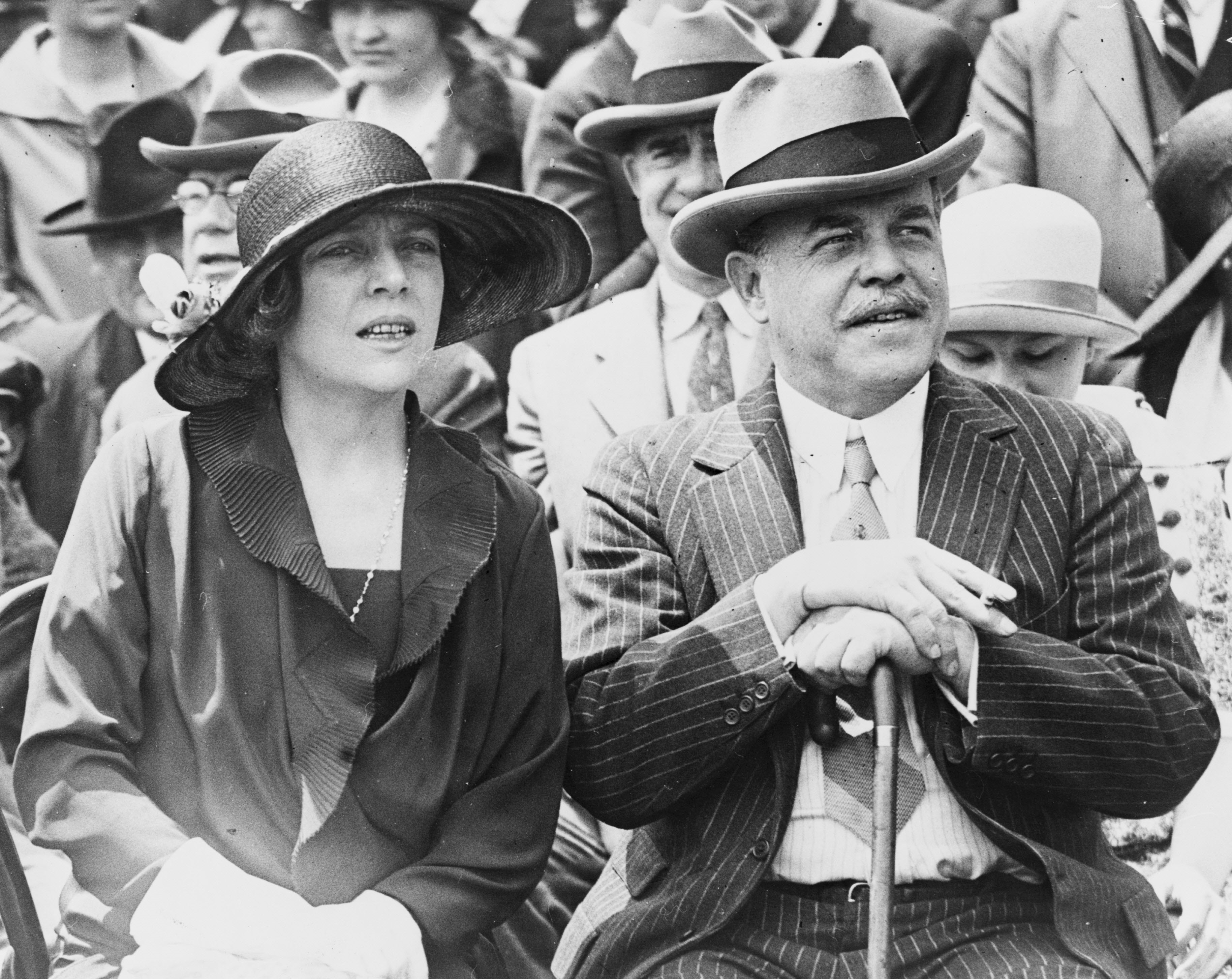
Nicholas Longworth mit seiner Ehefrau Alice Roosevelt Longworth, 1926

Nicholas Longworth (* 5. November 1869 in Cincinnati, Ohio; † 9. April 1931 in Aiken, South Carolina) war ein US-amerikanischer Politiker der Republikanischen Partei, Mitglied des US-Repräsentantenhauses für Ohio und Sprecher des Repräsentantenhauses.

## Biografie

### Verwandtschaftliche Beziehungen und berufliche Laufbahn
Longworth war ein Urenkel des Winzers Nicholas Longworth, ein Großneffe von Bellamy Storer, Sr., einem Kongressabgeordneten aus Ohio und Professor an der Law School der Cincinnati University, sowie Neffe von Bellamy Storer, Jr., der ebenfalls Ohio im Repräsentantenhaus vertrat und darüber hinaus US-Botschafter in Belgien, Spanien und Österreich war.
Nach dem Besuch der Franklin School in Cincinnati studierte Longworth an der Harvard University und erwarb dort 1891 einen Bachelor of Arts (B.A.). Ein anschließendes postgraduales Studium der Rechtswissenschaften an der Law School der Harvard University sowie ab 1892 an der University of Cincinnati schloss er 1894 ab und nahm nach seiner Zulassung im gleichen Jahr eine Tätigkeit als Rechtsanwalt in Cincinnati auf. 1898 wurde er Mitglied der Schulbehörde (Board of Education) Cincinnatis.
Seine politische Laufbahn begann Longworth als Abgeordneter im Repräsentantenhaus von Ohio, in das er 1899 und 1900 gewählt wurde. Danach saß er zwischen 1901 und 1903 im Senat von Ohio. 1902 wurde er erstmals ins US-Repräsentantenhaus gewählt und vertrat dort nach vier Wiederwahlen vom 4. März 1903 bis zum 3. März 1913 den ersten Kongresswahlbezirk Ohios.

### Schwiegersohn von Theodore Roosevelt und Sprecher des Repräsentantenhauses

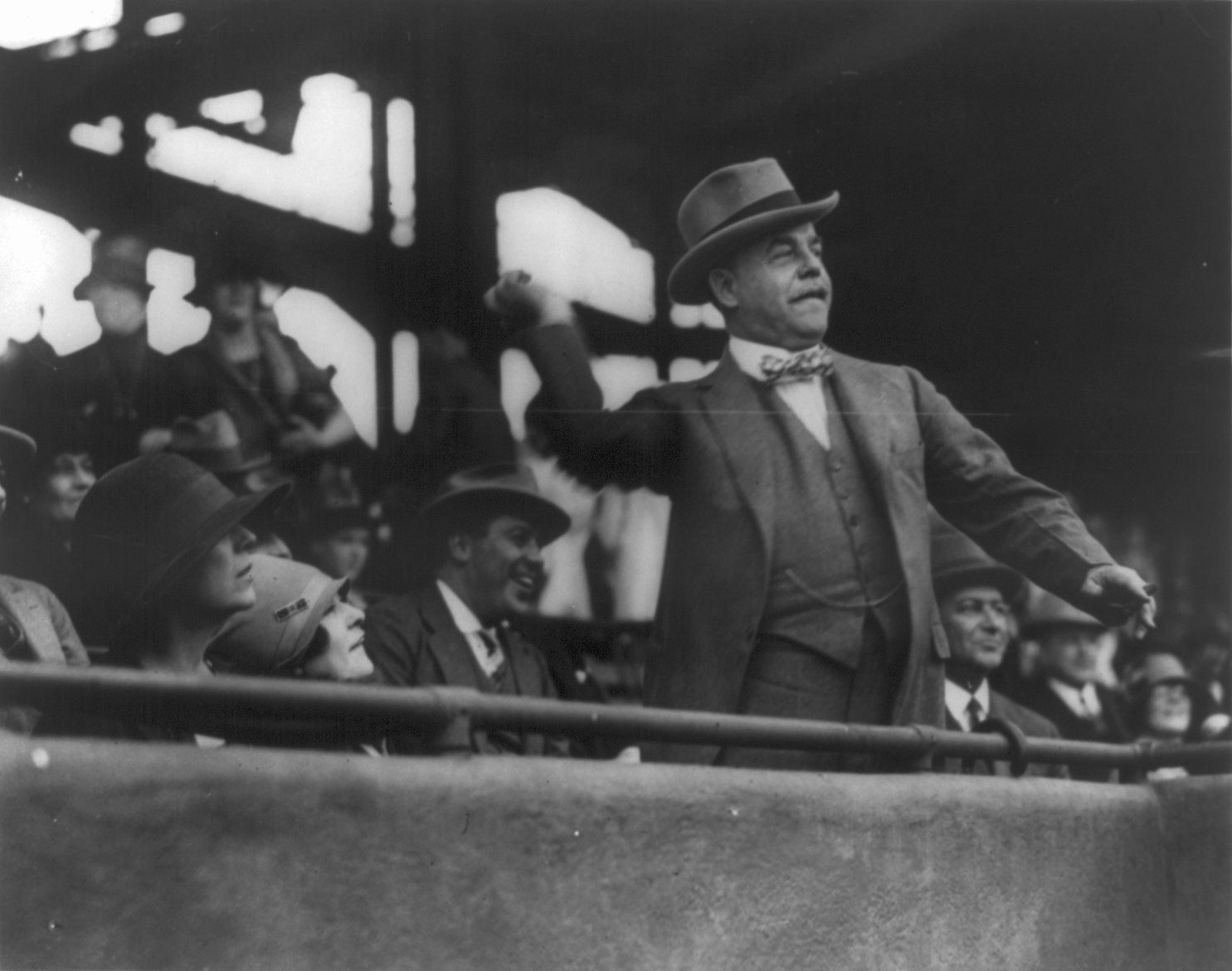
Longworth beim Wurf des ersten Balls zu einem Baseballspiel der Kongressmannschaften der Demokraten und Republikaner am 3. Mai 1928

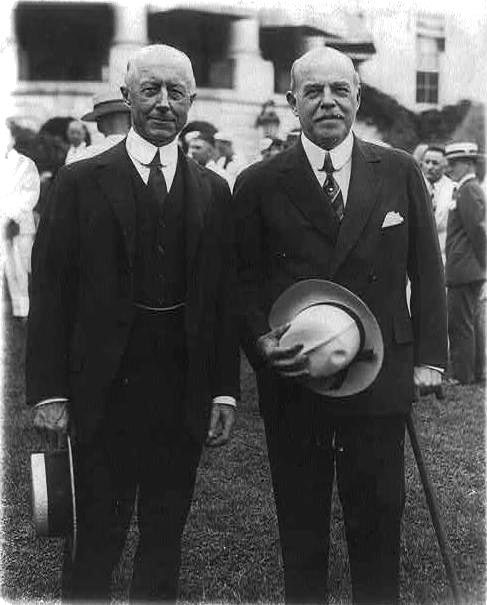
Longworth (rechts) mit Marineminister Charles Francis Adams am 27. Juni 1929

Am 17. Februar 1906 heiratete er die älteste Tochter von US-Präsident Theodore Roosevelt, Alice Lee Roosevelt.
Diese familiäre Situation führte 1912 zu einer politisch bedingten familiären Streitigkeit der Eheleute. Nachdem Roosevelt die Nominierung als Kandidat der Republikaner zur US-Präsidentschaftswahl 1912 gegen William Howard Taft verloren, seine Delegierten vom Nominierungsparteitag abgezogen und die Progressive Party gegründet hatte, kam es dazu, dass viele der engsten politischen Verbündeten Roosevelts Taft unterstützten, darunter auch Nicholas Longworth. Roosevelts Tochter Alice hielt dagegen zu ihrem Vater, was einen dauerhaften Konflikt in ihrer Ehe verursachte. Für Männer wie Longworth, die eine politische Zukunft anstrebten, erschien es als allzu radikaler Schritt, dem Spitzenkandidaten der Republikanischen Partei abtrünnig zu werden. Viele progressiv eingestellte Republikaner, die kein Wahlamt anstrebten, solidarisierten sich dagegen mit dem Demokraten Woodrow Wilson. Die Präsidentschaftswahl gewann Wilson deutlich mit 41,8 Prozent der Stimmen und 435 Wahlmännern, während Roosevelt als Zweiter 27,4 Prozent und 88 Wahlmänner und Taft als Dritter zwar 23,2 Prozent der Wählerstimmen, aber nur acht Wahlmänner erhielt.
Longworth selbst erlitt bei den Wahlen zum US-Kongress 1912 ebenfalls eine Niederlage gegen seinen demokratischen Herausforderer Stanley E. Bowdle. Bei den Kongresswahlen 1914 gelang es ihm jedoch, Bowdle zu besiegen und wieder Abgeordneter im Repräsentantenhaus zu werden. Dort vertrat er nach acht darauf folgenden Wiederwahlen vom 4. März 1915 bis zu seinem Tod erneut den ersten Kongresswahlbezirk Ohios. Zwischen 1923 und 1925 war er Fraktionsvorsitzender der republikanischen Fraktion und damit Führer der Mehrheitsfraktion (House Majority Leader).
Am 7. Dezember 1925 wurde er schließlich zum Sprecher des Repräsentantenhauses gewählt und bekleidete diese Funktion nominell bis zum Ablauf der Legislaturperiode des 71. Kongresses am 3. März 1931.
Nach seinem Tode wurde er auf dem Spring Grove Cemetery in Cincinnati beigesetzt.